# Verleihung des Nestroy-Theaterpreises 2017
Die Nestroyverleihung 2017 war die 18. Verleihung des Nestroy-Theaterpreises und fand am 13. November 2017 im Ronacher in Wien statt. Als Moderatoren der Preisverleihung waren ursprünglich Nikolaus Habjan, Manuela Linshalm und Regina Fritsch vorgesehen, tatsächlich moderierten Karin Bergmann, Michael Niavarani und Peter Fässlacher (ORF III), da das ursprünglich vorgesehene Konzept für den Abend in der zur Verfügung stehenden Zeit nicht zu realisieren gewesen sei. Die Gewinner von drei Kategorien (Lebenswerk, Beste Ausstattung und Bestes Stück – Autorenpreis) wurden im Vorfeld am 2. Oktober 2017 gleichzeitig mit den Nominierungen bekannt gegeben.

## Ausgezeichnete und Nominierte 2017
Anmerkung: Es sind alle Nominierten des Jahres angegeben, der Gewinner steht immer zuoberst. Die Verleihung des Nestroy 2017 bezieht sich auf die Theatersaison 2016/2017.
| Meiste Nestroys:      | Bühnenfassung von Die Verdammten (zwei Auszeichnungen)                        |
| Meiste Nominierungen: | Die Wildente und die Bühnenfassung von Die Verdammten (je drei Nominierungen) |

### Beste deutschsprachige Aufführung
Die Räuber – Inszenierung Ulrich Rasche, Ort: Residenztheater München
Drei Schwestern – Inszenierung: Simon Stone, Ort: Theater Basel
Faust  – Inszenierung Frank Castorf, Ort: Volksbühne Berlin

### Beste Bundesländer-Aufführung
Der Auftrag/Dantons Tod – Inszenierung: Jan-Christoph Gockel – Schauspielhaus Graz
Ein Sommernachtstraum oder Badewannengriffe im Preisvergleich – Inszenierung: Kurt Palm – Theater Phönix
Maria Stuart – Inszenierung: Stephanie Mohr – Stadttheater Klagenfurt

### Beste Regie
Elmar Goerden – Bühnenfassung von Die Verdammten – Theater in der Josefstadt
Jan Bosse – Die Welt im Rücken – Akademietheater
Mateja Koležnik – Die Wildente – Theater in der Josefstadt

### Beste Ausstattung
Katrin Brack – Carol Reed von René Pollesch und der herzerlfresser von Ferdinand Schmalz – Akademietheater

### Beste Schauspielerin
Andrea Jonasson – Bühnenfassung von Die Verdammten (Freifrau Sophie von Essenbeck) – Theater in der Josefstadt
Lina Beckmann – Rose Bernd (Rose Bernd) – Salzburger Festspiele in Koproduktion mit dem Deutschen Schauspielhaus Hamburg
Gerti Drassl  – Die Wildente (Gina Ekdal) – Theater in der Josefstadt
Evi Kehrstephan –  Der Menschenfeind (Célimène) – Volkstheater
Christiane von Poelnitz – Pension Schöller (Josephine Krüger) – Burgtheater  und Die Perser (Atossa) –  Akademietheater

### Bester Schauspieler
Joachim Meyerhoff – Die Welt im Rücken – Akademietheater
Lukas Holzhausen – Der Menschenfeind (Alceste) – Volkstheater
Roland Koch – Pension Schöller (Philipp Klapproth) – Burgtheater
Tobias Moretti – Jedermann (Jedermann) – Salzburger Festspiele
Steven Scharf – Hexenjagd (John Proctor) – Burgtheater

### Beste Nebenrolle
Birgit Stöger – Der Menschenfeind (Arsinoé) und Kasimir und Karoline (Erna) – Volkstheater
Alexander Absenger – Bühnenfassung von Die Verdammten (Baron Martin von Essenbeck) – Theater in der Josefstadt
Tonio Arango – Lenya Story – Ein Liebeslied (Er) – Kammerspiele der Josefstadt
Rainer Galke – Der Menschenfeind (Oronte) – Volkstheater
Eduard Wildner – Der Alpenkönig und Menschenfeind (Habakuk) – Raimundspiele Gutenstein

### Bester Nachwuchs weiblich
Maresi Riegner – The Miracle Worker (Helen Keller) – Theater der Jugend und Die Wildente (Hedvig) – Theater in der Josefstadt
Felicitas Franz – The Miracle Worker (Annie Sullivan) – Theater der Jugend
Carolin Knab – Hose Fahrrad Frau (Janne) – Volx/Margareten (Volkstheater)
Alina Schaller – Hangmen (Die Henker) (Shirley) – Volx/Margareten (Volkstheater)
Miroslava Svolikova – Autorin von Diese Mauer fasst sich selbst zusammen und der Stern hat gesprochen, der Stern hat auch was gesagt – Schauspielhaus Wien

### Bester Nachwuchs männlich
Felix Hafner – Der Menschenfeind (Regie) – Volkstheater
Jakob Elsenwenger – Der talentierte Mr. Ripley (Tom Ripley) – Theater der Jugend
Simon Jensen – Die Komödie der Irrungen – Burgtheater
Franz-Xaver Mayr – Regisseur von Diese Mauer fasst sich selbst zusammen und der Stern hat gesprochen, der Stern hat auch was gesagt – Schauspielhaus Wien
Merlin Sandmeyer – Platons Party, Die Komödie der Irrungen (Kerkermeister) und der herzerlfresser – Akademietheater

### Beste Off-Produktion
HOLODRIO. Lass mich Dein Drecksstück sein! nach André Heller – Inszenierung Thomas Gratzer, Rabenhof Theater
JA, EH! Beisl, Bier und Bachmannpreis von Stefanie Sargnagel – Inszenierung Christina Tscharyiski, Rabenhof Theater
Macht und Rebel nach dem Roman von Matias Faldbakken – Inszenierung Ali M. Abdullah, Werk X

### Bestes Stück – Autorenpreis
Geächtet – Ayad Akhtar – Schauspielhaus Graz und Burgtheater

### Spezialpreis
Doris Uhlich und Michael Turinsky – Ravemachine, Koproduktion von brut Wien und WUK performing arts mit insert (Theaterverein)
Bronski & Grünberg Theater, Kaja Dymnicki, Julia Edtmeier, Salka Weber und Alexander Pschill
Kasimir und Karoline von 600 Highwaymen – Inszenierung Abigail Browde und Michael Silverstone

### Lebenswerk

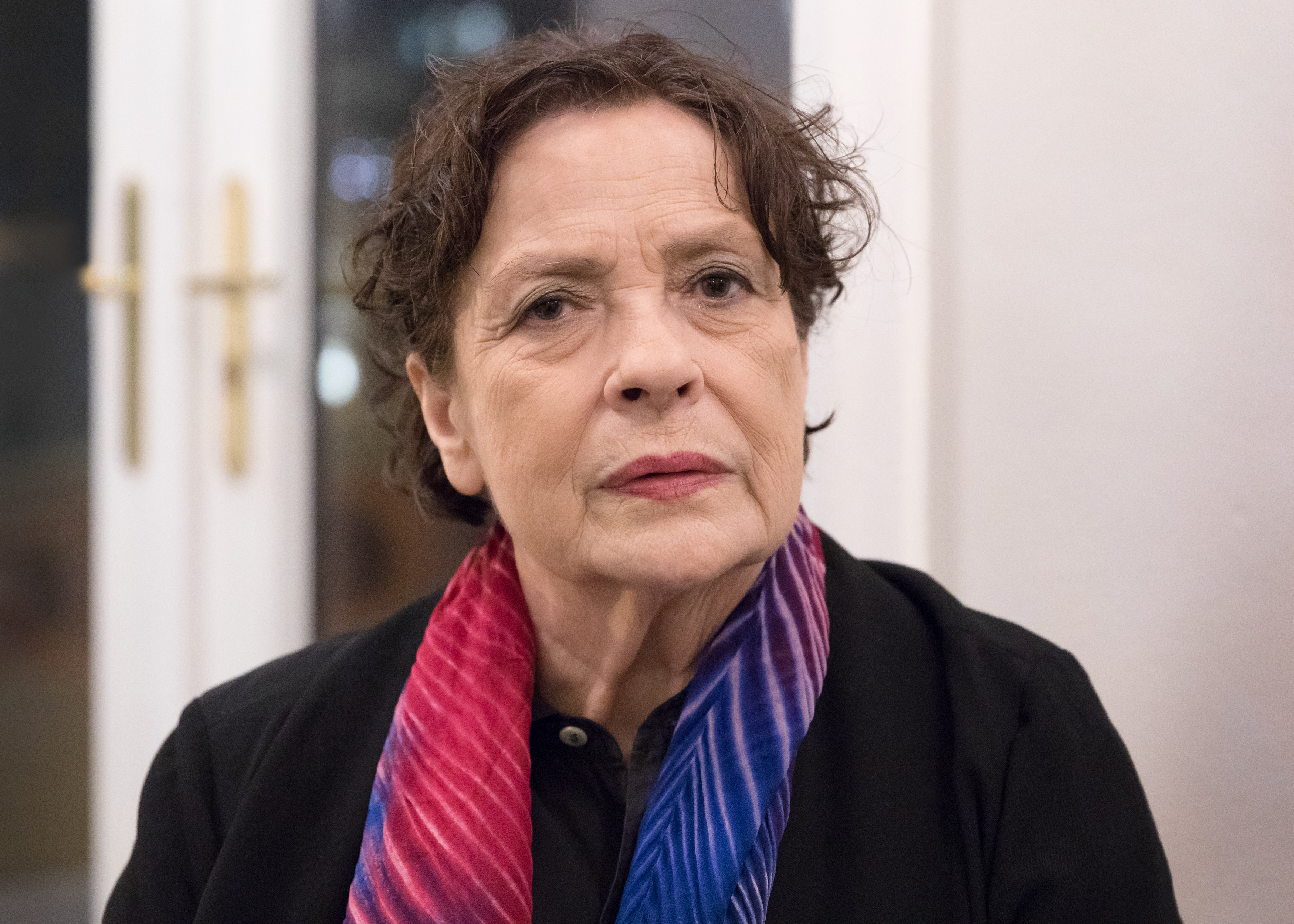
Kirsten Dene

### Publikumspreis
Max Simonischek
Sandra Cervik, Michael Dangl, Günter Franzmeier, Regina Fritsch, Maria Köstlinger, Johannes Krisch, Sona MacDonald, Tobias Moretti, Nicholas Ofczarek, Caroline Peters, Stefanie Reinsperger